# Obrium albifasciatum
Obrium albifasciatum es una especie de escarabajo longicornio del género Obrium, categorizada en la tribu Obriini, de la subfamilia Cerambycinae. Fue descrita por Bates en 1872.

## Descripción
Mide 3,8-6,36 mm de longitud.

## Distribución
Se distribuye por Costa Rica, Ecuador, Guatemala, Honduras, México, Nicaragua y Panamá.